# Перископ

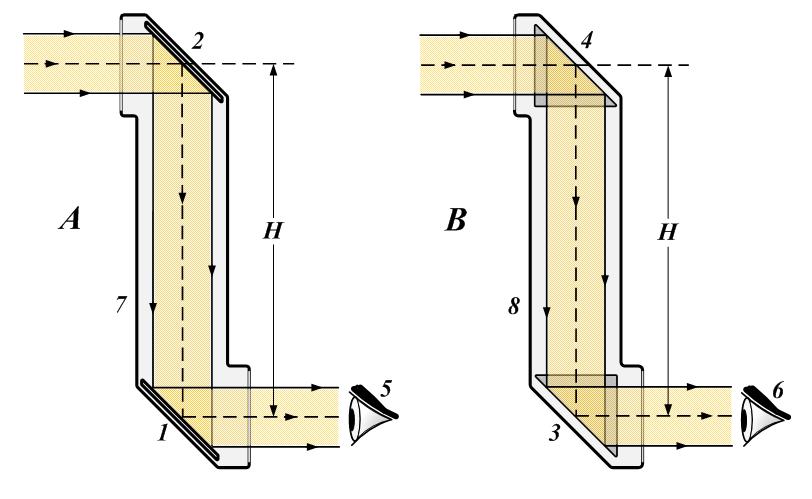
Будова перископа.
A - Перископ з двома плоскими дзеркалами.
B - Перископ з двома прямокутними призмами.
1, 2 - Плоскі дзеркала.
3, 4 - Прямокутні призми.
5, 6 - Око спостерігача.
7, 8 - Труба перископа.
H - Оптична висота перископа.

Периско́п — оптичний прилад, що дозволяє спостерігати за об'єктом, що знаходиться у горизонтальній площині, яка не збігається з горизонтальною площиною ока спостерігача. 

## Будова
Найпростіша конструкція приладу — це вертикальна труба із двома, похиленими під кутом 45° дзеркалами або призмами із повним внутрішнім відбиттям, що розташовані паралельно одне одному у різних кінцях труби із зверненими один до одного поверхнями відбиття.

## Застосування
Застосовується на підводних човнах для спостереження за поверхнею моря при зануренні човна та у піхотних підрозділах для спостереження за позиціями противника із укриття та в бронетехніці. Також використовується у техніці для вивчення недоступних спостерігачеві внутрішніх частин конструкції.

## Галерея
- Військовий ручний перископ оптичної конструкції.
1 - Окуляр 
 2 - Діагональна призма 
 3 - Ручка
 4, 6 - Система обертання

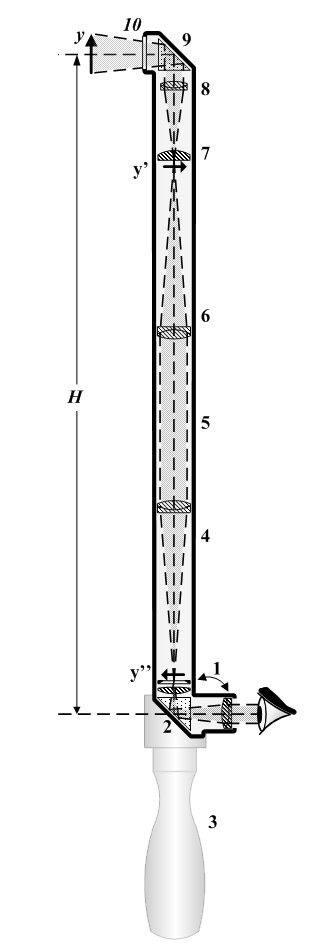
Військовий ручний перископ оптичної конструкції. 1 - Окуляр 2 - Діагональна призма 3 - Ручка 4, 6 - Система обертання
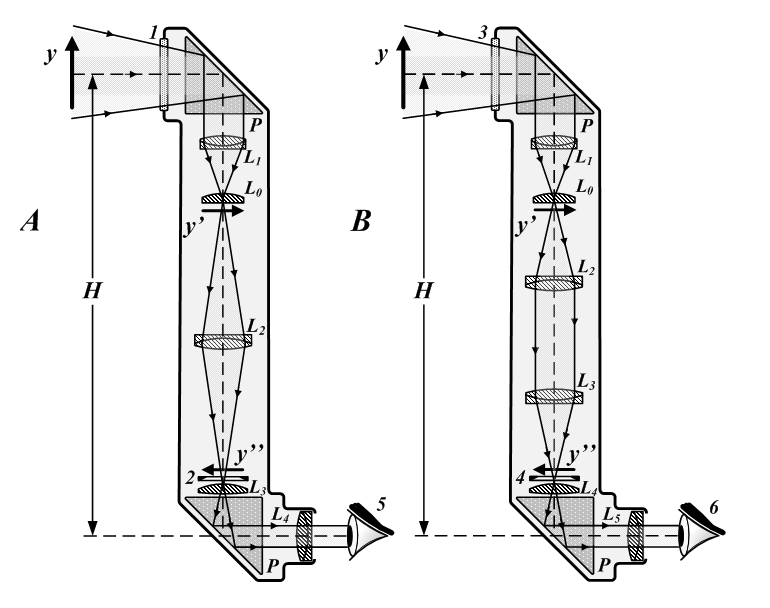
Будова лінзового перископа.
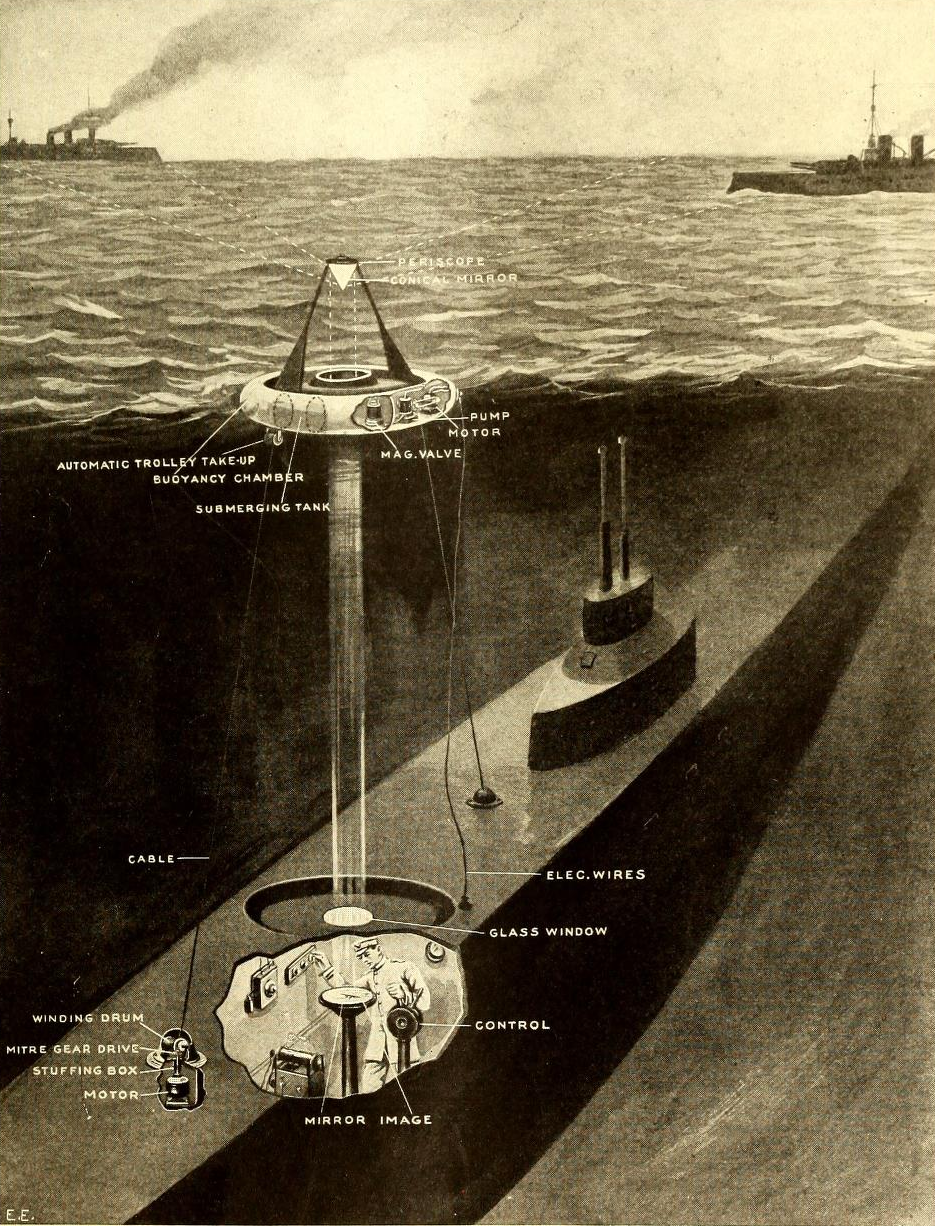
Допоміжний перископ для підводних човнів
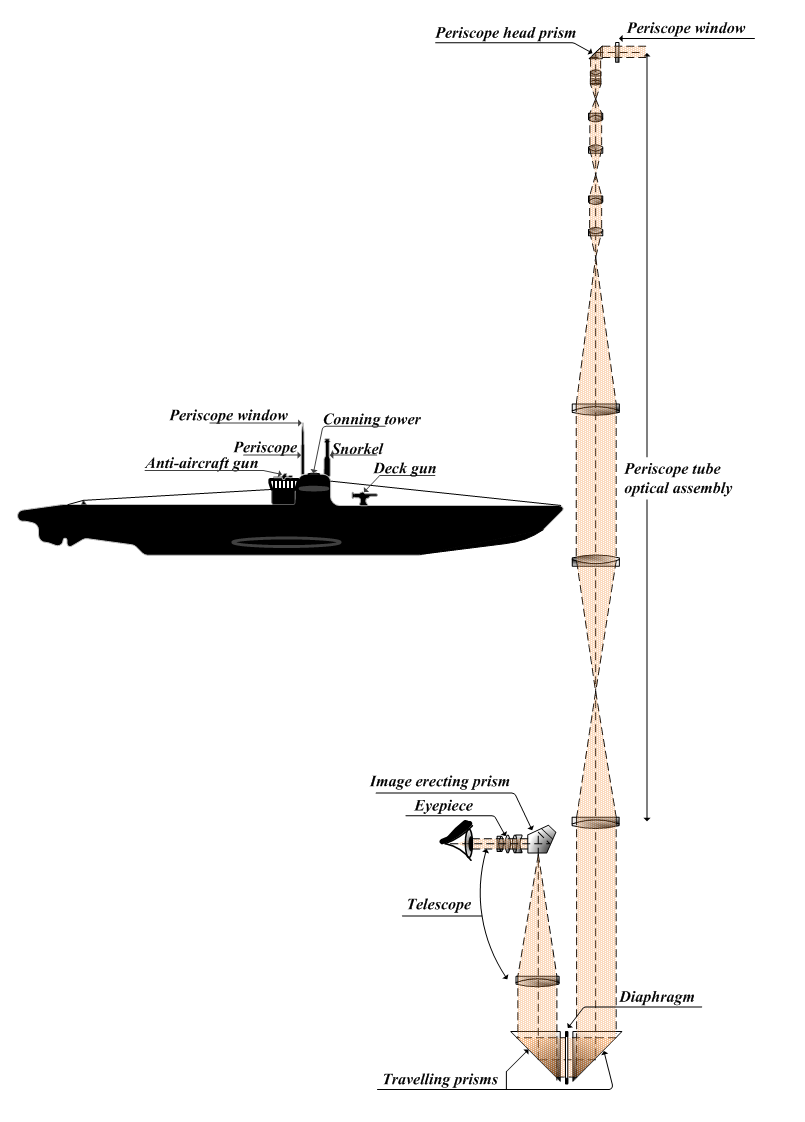
Перископ оптичної конструкції на підводному човні
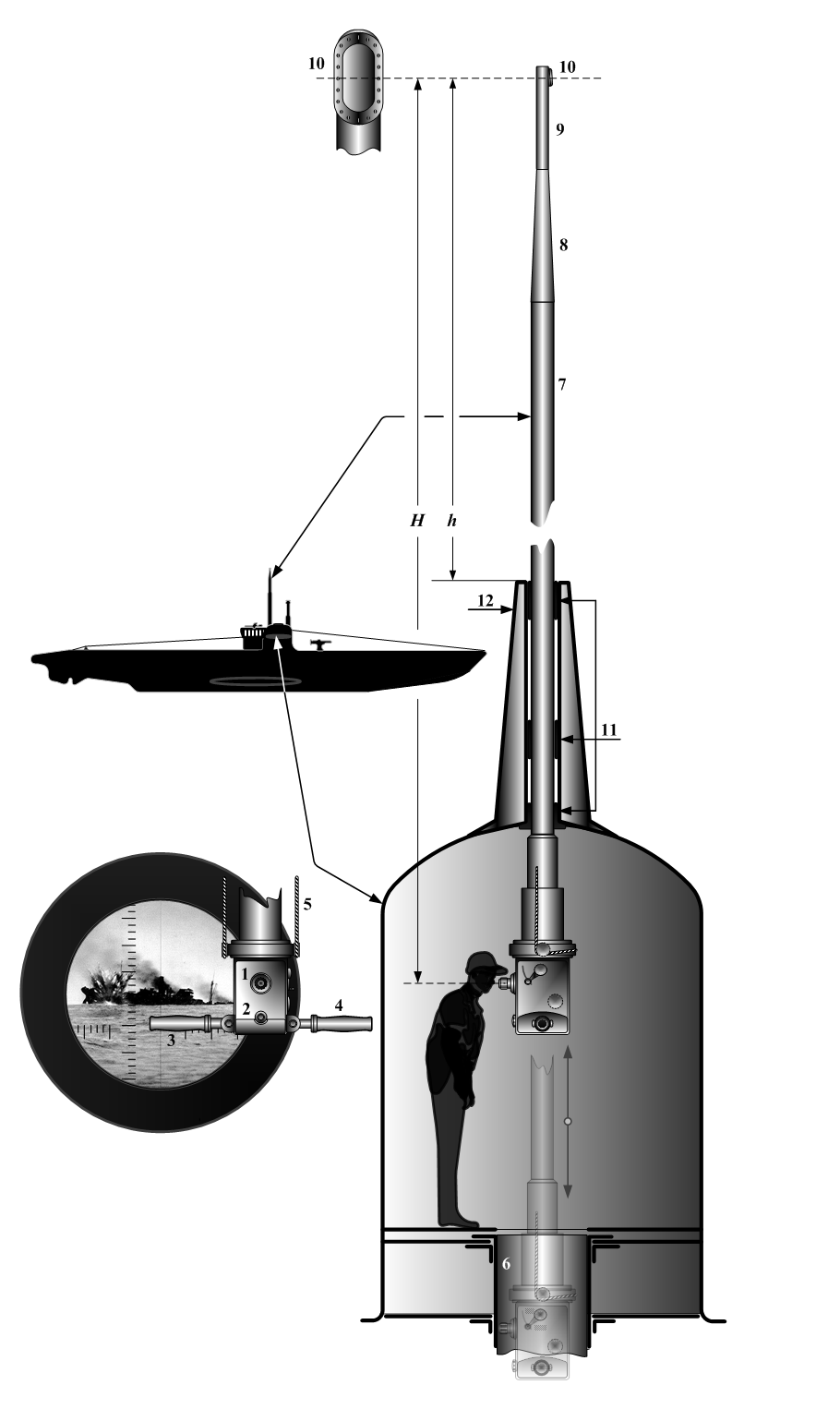
Монокулярний перископ підводного човна
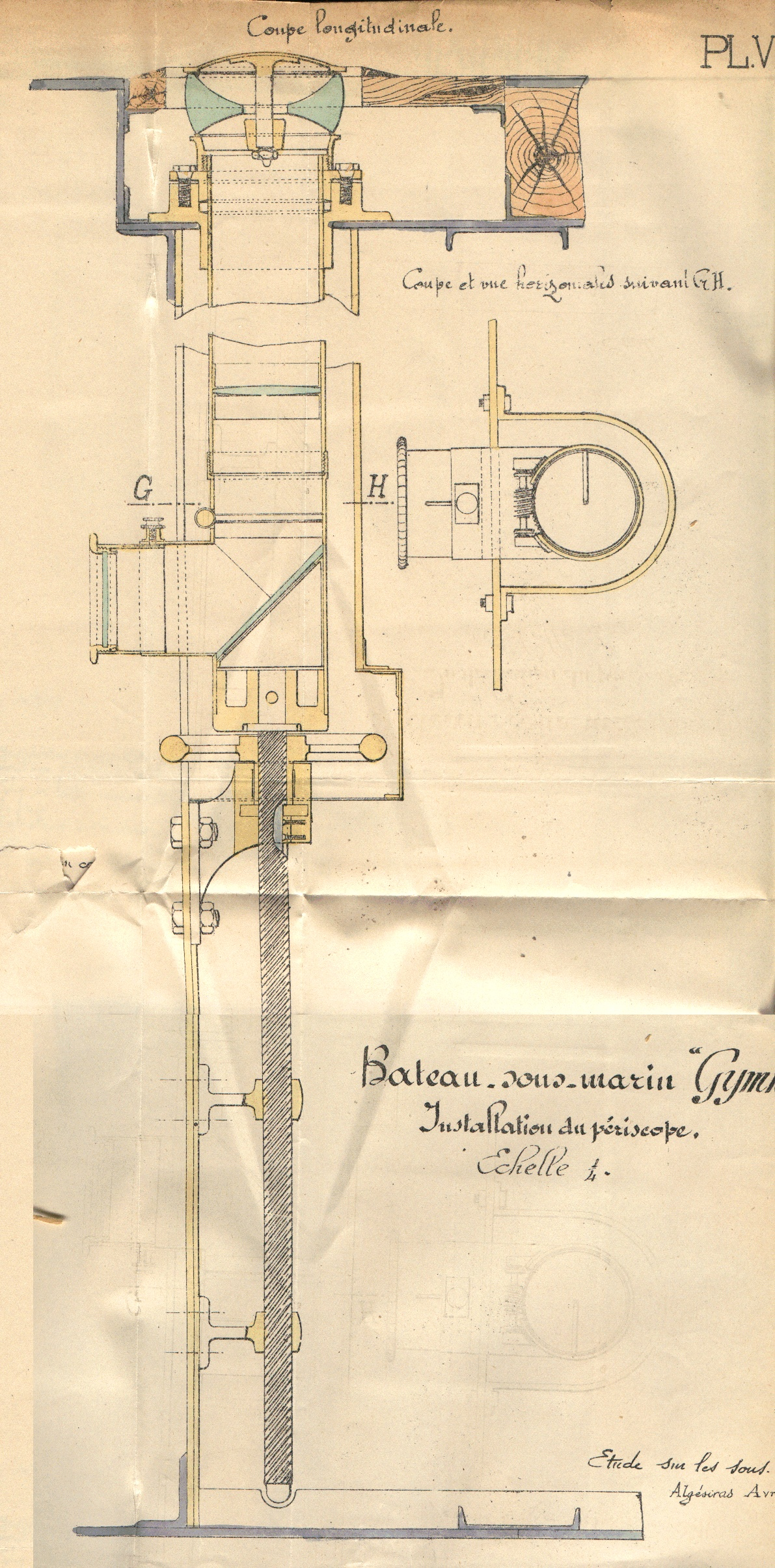
Перископ Артура Кребса та Жана Рея 1889 року для французького підводного човна Gymnote